# ساريسا

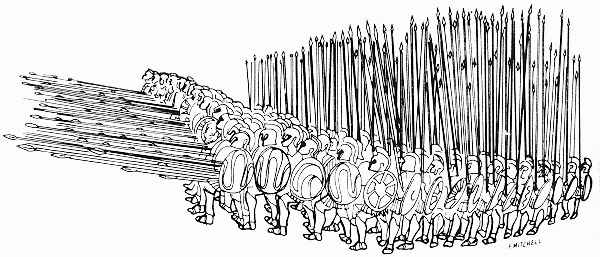
كتيبة مقدونية تتخذ التشكيلة السلامية في قتالها

الساريسا هي رمح طويل يتراوح طوله من 4 إلى 7 أمتار و يزن قرابة 5 كلغ استعملته الكتائب المقدونية خلال الحروب المقدونية وحرب فتوحات الإسكندر الأكبر.
فيليب الثاني المقدوني ( والد الإسكندر الأكبر) كان وراء استعمال الساريسا من قبل كتائبه وقد استخدمها في تشكيلة تكتيكية تسمى التشكيلة السلامية.
للساريسا رأس حديد حاد على شكل ورقة و عقب من البرونز يمكّنها من الرسوخ في الأرض من أجل ردع هجمات مشاة وفرسان العدو، وهو سلاح يتطلب استخدام كلتا اليدين لتثبيته وتوجيهه وتقحيمه.